# Anjra
Anjra est une commune marocaine située dans la région de Tanger-Tétouan-Al Hoceïma.

## Historique
C'est le chef lieu de la province de Fahs-Anjra, créée par décret royal en 2003.